# Семейство GH27
Семе́йство GH27 гликози́л-гидрола́з — семейство каталитических доменов белков, обладающих гликозил-гидролазными активностями. Также включает гомологичные им домены, возможно не обладающие такими активностями. Всего известно около 550 белков, содержащих домены семейства GH27, большинство из них принадлежит бактериям. У белков этого семейства описано пять энзиматических активностей: α-галактозидазная (К.Ф.3.2.1.22), α-N-ацетилгалактозаминидазная (К.Ф.3.2.1.49), β-L-арабинопиранозидазная (К.Ф.3.2.1.88), изомальтодекстраназная (К.Ф.3.2.1.94) и галактан:галактан галактотрансферазная (К.Ф.3.2.1.-). Вместе с семействами GH31 и GH36 семейство GH27 образует клан GH-D. В пределах семейства GH27 выделяют шесть подсемейств: GH27a-GH27f.